# District de Magdanly
Le district de Magdanly est un district de la province de Lebap au Turkménistan.
Son centre administratif est la ville de Magdanly (en).

## Source
- (en) Cet article est partiellement ou en totalité issu de l’article de Wikipédia en anglais intitulé « Magdanly District » (voir la liste des auteurs).